# Sabujo de Hamilton
O sabujo de Hamilton[Nota] (em sueco:  hamiltonstövare) é um sabujo provavelmente descendente de cães deste tipo que viveram na Idade Média. Surgido de cruzamentos realizados por Adolf Patrick Hamilton, o fundador do kennel club sueco, foi exibido pela primeira vez em 1886. Usado como cão de caça solitário e não de matilha, é um dos cães mais populares e populosos da Suécia. De adestramento considerado moderado, é um animal de personalidade calma e confiável tanto com crianças quanto com outros cães. Tal postura lhe rendeu espaço como cão de companhia na Grã-Bretanha.